# Тесла (одиниця вимірювання)
Те́сла (українське: Тл, міжнародне: T) — одиниця вимірювання магнітної індукції в SI.
Одна тесла дорівнює індукції такого однорідного магнітного поля, у якому
- на елемент провідника, розташованого перпендикулярно до силових ліній магнітного поля, завдовжки 1 м зі струмом силою 1 А діє сила 1 Н.
- магнітний потік Ф крізь поперечний переріз площею один квадратний метр дорівнює одному веберу.

Через інші одиниці вимірювання SI одна тесла виражається так:
- 1 H·A−1·м−1
- 1 Вб·м−2
- 1 кг·с−2·А−1
- 1 кг·с−1·Кл−1
- 1 В·с·м−2

Розмірність тесли: M·T−2·I−1
- 1 Тл = 104 Гс (одиниця СГС)

Одиницю введено в обіг у 1960 році та названо на честь Ніколи Тесли.

## Характерні значення

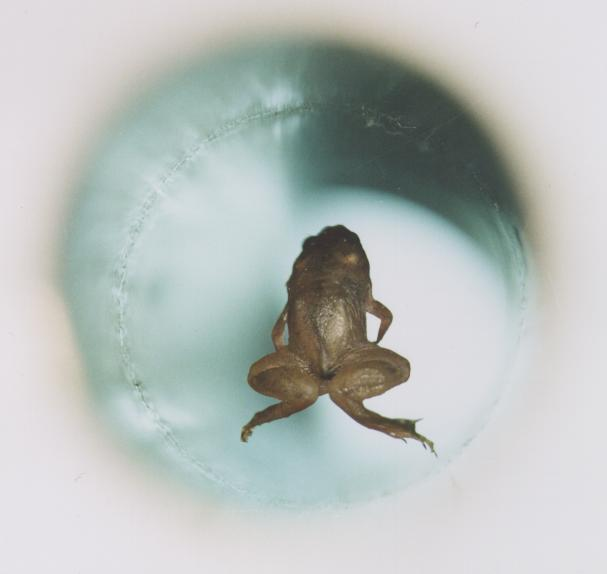
Жива жаба левітує в магнітному полі ~16 Тл

- У зовнішньому космосі магнітна індукція становить від 0,1 до 10 нТл.
- Магнітне поле Землі значно варіюється в часі та просторі. На широті 50° магнітна індукція в середньому становить 50 мкТл, а на екваторі — 31 мкТл.
- Сувенірний магніт для холодильника створює поле близько 5 мТл.
- Відхильні дипольні магніти ВАК — від 0,54 до 8,3 Тл.
- У сонячних плямах — 10 Тл.
- Рекордне значення постійного магнітного поля, досягнутого без руйнування установки — 100,75 Тл[2].
- Рекордне значення імпульсного магнітного поля, яке коли-небудь спостерігали в лабораторії — 2,8 кТл[3].
- Магнітні поля в атомах — від 1 до 10 кТл.
- На нейтронних зорях — від 1 до 100 МТл.
- На магнетарах — від 0,1 до 100 ГТл.

## Кратні та часткові одиниці магнітної індукції
Докладніше дивись у статті Префікси одиниць вимірювання
| Кратні   | Кратні     | Кратні     | Кратні     | Часткові | Часткові   | Часткові   | Часткові   |
| Величина | Назва      | Позначення | Позначення | Величина | Назва      | Позначення | Позначення |
| -------- | ---------- | ---------- | ---------- | -------- | ---------- | ---------- | ---------- |
| 101 Тл   | декатесла  | даТл       | daT        | 10−1 Тл  | децитесла  | дТл        | dT         |
| 102 Тл   | гектотесла | гТл        | hT         | 10−2 Тл  | сантитесла | сТл        | cT         |
| 103 Тл   | кілотесла  | кТл        | kT         | 10−3 Тл  | мілітесла  | мТл        | mT         |
| 106 Тл   | мегатесла  | МТл        | MT         | 10−6 Тл  | мікротесла | мкТл       | µT         |
| 109 Тл   | гігатесла  | ГТл        | GT         | 10−9 Тл  | нанотесла  | нТл        | nT         |
| 1012 Тл  | тератесла  | ТТл        | TT         | 10−12 Тл | пікотесла  | пТл        | pT         |
| 1015 Тл  | петатесла  | ПТл        | PT         | 10−15 Тл | фемтотесла | фТл        | fT         |
| 1018 Тл  | ексатесла  | ЕТл        | ET         | 10−18 Тл | аттотесла  | аТл        | aT         |
| 1021 Тл  | зеттатесла | ЗТл        | ZT         | 10−21 Тл | зептотесла | зТл        | zT         |
| 1024 Тл  | йоттатесла | ЙТл        | YT         | 10−24 Тл | йоктотесла | йТл        | yT         |